# Sophia Kianni
Sophia Kianni (13 december 2001) is een Iraans-Amerikaanse klimaatactiviste. Ze is de uitvoerend directeur van Climate Cardinals en het jongste lid van de Youth Advisory Group on Climate Change van de Verenigde Naties.

## Biografie
Kianni woont met haar moeder, vader en jongere zus in McLean (Virginia). Ze studeerde aan de Henry Wadsworth Longfellow Middle School en aan de Thomas Jefferson High School for Science and Technology. Nadat ze in 2020 haar middelbare school had afgerond, ging ze naar de Universiteit van Indiana en stapte in 2021 over naar de Stanford-universiteit, waar ze milieuwetenschappen en openbaar beleid studeert.
Kianni kreeg uitgebreide media-aandacht als voorbeeld van hoe een Amerikaanse tiener omgaat met de maatregelen voor sociale afstand in verband met de coronapandemie waarbij CNN, Time Magazine en The Washington Post schreven over hoe zij en haar vrienden interactie zochten, zoals de afgelaste prom via Zoom-videochats en TikTok-video's.

## Activisme
Kianni raakte geïnteresseerd in klimaatactivisme toen ze als tiener in Teheran op een nacht zag dat de sterren werden verduisterd door smog. Kianni beschreef het als "een signaal dat onze wereld in een angstaanjagend tempo aan het opwarmen is". Later voegde ze zich in navolging van Greta Thunberg bij de Fridays for Future-groepering en nam vrij van school om actie tegen klimaatverandering te ondersteunen. Ze hielp ook bij het organiseren van de Black Friday-klimaatstaking van 2019. In 2019 werd ze nationaal strateeg voor Fridays for Future en nationaal partnerschappencoördinator voor de organisatie This is Zero Hour.
In november 2019 spijbelde Kianni van school om zich aan te sluiten bij een groep demonstranten georganiseerd door Extinction Rebellion die van plan was een hongerstaking en sit-in van een week te houden in Washington D.C., voor het kantoor van voorzitter van het Huis Nancy Pelosi. Ze eisten van haar een gesprek van een uur met hen voor de camera over klimaatverandering. Er waren circa een dozijn deelnemers en de zeventienjarige Kianni was de jongste en een van de twee vrouwen. Kianni was geen lid van Extinction Rebellion en nam alleen deel aan de eerste dag van de sit-in, maar hield een voorbereide toespraak en interviews voor de pers, en zette de hongerstaking op afstand voort. Kianni schreef over haar deelname aan het protest voor Teen Vogue. In februari 2020 werd Kianni benoemd tot woordvoerder van Extinction Rebellion.
Kianni richtte in 2020 Climate Cardinals op, een internationale, door jongeren geleide non-profitorganisatie die zich inzet om klimaateducatie toegankelijker te maken voor mensen die geen Engels spreken en informatie over klimaatverandering in elke taal aan te bieden. De organisatie is genoemd naar de rode kardinaal, de staatsvogel van Virginia, en is een metafoor voor informatie die de wereld rondvliegt. Kianni werd geïnspireerd door de jaren die ze besteedde aan het vertalen van Engelstalige artikelen over klimaatverandering in het Perzisch voor haar Iraanse familieleden, aangezien de Iraanse media het onderwerp nauwelijks behandelden. Het viel haar op dat informatie over klimaatverandering alleen in het Engels beschikbaar was of op zijn best in het Chinees en Spaans, waardoor ze niet toegankelijk waren voor sprekers van andere talen.
Climate Cardinals werd gelanceerd in mei 2020 en op de eerste dag hadden 1100 vrijwilligers zich aangemeld om vertaler te worden. Ze werken samen met Radio Javan, een Iraanstalig radiostation met meer dan 10 miljoen volgers, om vertalingen met Iraniërs te delen. Climate Cardinals wordt gesponsord door de International Student Environmental Coalition. In augustus 2020 had de groep meer dan 5000 vrijwilligers, met een gemiddelde leeftijd van 16 jaar. In december 2020 had het 8000 vrijwilligers en partnerschappen met UNICEF en Translators Without Borders.
In juli 2020 werd Kianni door de secretaris-generaal van de Verenigde Naties António Guterres benoemd tot lid van zijn nieuwe Youth Advisory Group on Climate Change, een groep van zeven jonge klimaatactivisten om hem te adviseren over actie voor de klimaatcrisis. Kianni was de jongste in de groep, die varieerde van 18 tot 28 jaar oud. Zij was de enige vertegenwoordiger van de Verenigde Staten en ook de enige die het Midden-Oosten en Iran vertegenwoordigde.
In september 2021 was Kianni een van de vier co-voorzitters van het Youth4Climate-evenement in Milaan, voorafgaand aan COP26. Climate Cardinals vertaalde het resulterende Youth4Climate-manifest in de zes officiële talen van de Verenigde Naties. Op COP26 zelf, in november 2021 in Glasgow, sprak Kianni in verschillende panels en ontmoette ze António Guterres.
Kianni was aanwezig op COP27 in Egypte in november 2022 waren jonge klimaatactivisten hun eigen paviljoen, het Children and Youth Pavilion toegewezen kregen.

## Erkenning
In december 2020 werd Kianni uitgeroepen tot een van de Motherboard 20 Humans of 2020 van het tijdschrift Vice, als Amerikaanse vertegenwoordiger van de United Nations Youth Advisory Group on Climate Change en de opgestarte Climate Cardinals. In december 2021 werd Kianni uitgeroepen tot een van Teen Vogue's "21 under 21" vanwege haar klimaatactivisme. In november 2022 werd ze uitgeroepen tot een van de Forbes "30 Under 30" 2023 voor haar klimaatactivisme.